# Пассиньяно-суль-Тразимено
Пассинья́но-суль-Тразиме́но (итал. Passignano sul Trasimeno) — коммуна в Италии, расположена в регионе Умбрия, подчиняется административному центру Перуджа.
Население составляет 5048 человек, плотность населения составляет 62 чел./км². Занимает площадь 81 км². Почтовый индекс — 6065. Телефонный код — 075.
Покровителем населённого пункта почитается святой Христофор, день памяти отмечается 25 июля.